# Conflictologia
La conflictologia és el compendi de coneixements i habilitats per comprendre i intervenir en la resolució pacífica i no-violenta dels conflictes.
És una disciplina que en conté moltes, des de les matemàtiques i la física teòrica a la biologia, tot i que són en especial les ciències socials les que més aportacions fan a la comprensió dels conflictes. Una de les dimensions que estudia la conflictologia és la dels conflictes lingüístics.
La facilitació és l'acció d'intervenir en la solució de conflictes, així com els conceptes de mediació, conciliació o pacificació.
Conflictòleg és la denominació del qui coneix i es dedica professionalment a la conflictologia. Es poden usar com a sinònims les paraules facilitador o pacificador. Requereix una formació pluridisciplinària.
Convé definir el concepte de violència emprat aquí com a "tot allò que pot produir un mal o perjudicar a un mateix, a un altre o a l'entorn social o natural". D'aquesta manera, violència també pot ser, a més del mal físic, l'engany, la injustícia social i la violència psicològica o estructural.
Sinònims de conflictologia són resolució de conflictes i transformació de conflictes.